# Fantasy Filmfest 1995
Das 9. Fantasy Filmfest (1995) fand in der Zeit vom 26. Juli bis 30. August für jeweils eine Woche in den Städten Berlin, Frankfurt, Hamburg, Köln, München sowie erstmals auch in Essen statt.

## Liste der gezeigten Filme
| Titel                                                     | Regisseur                              | Sparte                              |
| --------------------------------------------------------- | -------------------------------------- | ----------------------------------- |
| Akkumulator 1                                             | Jan Svěrák                             | Premieren                           |
| Akte X – Die unheimlichen Fälle des FBI Diverse Episoden  | Diverse                                | Special Screening                   |
| Babylon 5                                                 | Richard Compton                        | Premieren                           |
| Candyman 2 – Die Blutrache                                | Bill Condon                            | Premieren                           |
| Castle Freak                                              | Stuart Gordon                          | Premieren                           |
| Cold Blooded                                              | Wallace Wolodarsky                     | Premieren                           |
| Dark Skies – Tödliche Bedrohung Pilotfolge                | Tobe Hooper                            | Special Screening                   |
| Dolores Claiborne                                         | Taylor Hackford                        | Überraschungsfilm                   |
| Exquisite Tenderness - Höllische Qualen                   | Carl Schenkel                          | Premieren                           |
| Final Hour                                                | Martin Schmidt                         | Premieren                           |
| Fist of the North Star - Der Erlöser                      | Tony Randel                            | Premieren                           |
| Frankenstein und die Monster aus dem All                  | Ishirō Honda                           | Low Budget Science Fiction Classics |
| Gamera – Guardian of the Universe                         | Shusuke Kaneko                         | Premieren                           |
| Full Moon over Belgrade                                   | Dragan Kresoja                         | Premieren                           |
| God’s Army – Die letzte Schlacht                          | Gregory Widen                          | Premieren                           |
| Gorgo                                                     | Eugène Lourié                          | Low Budget Science Fiction Classics |
| Hideaway - Das Böse                                       | Brett Leonard                          | Premieren                           |
| Invasion vom Mars                                         | William Cameron Menzies                | Low Budget Science Fiction Classics |
| Der Kopf des Mohren                                       | Paulus Manker                          | Überraschungsfilm                   |
| Last Gasp - Der Todesfluch                                | Scott McGinnis                         | Premieren                           |
| Lipton Cockton in the Shadows of Sodoma                   | Jari Halonen                           | Premieren                           |
| Der Psychopath                                            | Danny Huston                           | Premieren                           |
| Metaluna IV antwortet nicht                               | Joseph M. Newman                       | Low Budget Science Fiction Classics |
| Stumme Zeugin                                             | Anthony Waller                         | Closing Night                       |
| Rampo                                                     | Rintaro Mayuzumi und Kazuyoshi Okuyama | Premieren                           |
| Der Pakt mit dem Dämon                                    | Jeff Burr                              | Premieren                           |
| Night Owl                                                 | Jeffrey Arsenault                      | Premieren                           |
| Nur über meine Leiche                                     | Rainer Matsutani                       | Premieren                           |
| Outer Limits – Die unbekannte Dimension Episode Sandkings | Stuart Gillard                         | Special Screening                   |
| Die Passion des Darkly Noon                               | Philip Ridley                          | Premieren                           |
| Planet der toten Seelen                                   | Roger Corman                           | Low Budget Science Fiction Classics |
| Planet der Vampire                                        | Mario Bava                             | Low Budget Science Fiction Classics |
| Raumschiff Alpha                                          | Antonio Margheriti                     | Low Budget Science Fiction Classics |
| Schrei in der Stille                                      | Philip Ridley                          | Sondervorführung                    |
| Texas Chainsaw Massacre – Die Rückkehr                    | Kim Henkel                             | Premieren                           |
| Visitors – Besucher aus einer anderen Welt                | Jeremy Kagan                           | Premieren                           |
| Sleepstalker                                              | Turi Meyer                             | Premieren                           |
| Species                                                   | Roger Donaldson                        | Premieren                           |
| Die Stadt der verlorenen Kinder                           | Jean-Pierre Jeunet und Marc Caro       | Opening Night                       |
| Suite 16                                                  | Dominique Deruddere                    | Premieren                           |
| Mindripper                                                | Joe Gayton                             | Premieren                           |
| Shallow Grave                                             | Danny Boyle                            | Premieren                           |

Im Rahmen der Kurzfilmreihe wurden u. a. die Filme Vibroboy von Jan Kounen und La Vis von Didier Flamand gezeigt.